# Reed Morano
Pour les articles homonymes, voir Morano.
Reed Morano, née le 15 avril 1977 à Omaha (Nebraska), est une réalisatrice et directeur de la photographie américaine.

## Filmographie

### Directrice de la photographie

#### Au cinéma
- 2004 : Docs and Robbers
- 2005 : Brooklyn Battery
- 2007 : Off the Grid: Life on the Mesa
- 2007 : Once Upon a Film
- 2008 : Frozen River
- 2011 : Little Birds
- 2011 : Yelling to the Sky
- 2012 : For Ellen
- 2012 : Free Samples
- 2012 : Shut Up and Play the Hits
- 2012 : Un été magique
- 2013 : Autumn Blood
- 2013 : Kill Your Darlings: Obsession meurtrière
- 2013 : The Inevitable Defeat of Mister & Pete
- 2014 : Ainsi va la vie
- 2014 : The Skeleton Twins
- 2014 : War Story
- 2015 : Dans la brume du soir
- 2017 : Joan Didion: Le centre ne tiendra pas
- 2018 : Seuls sur Terre (I Think We're Alone Now)

#### Courts-métrages
- 1999 : Beauty and the Bike
- 2000 : The Test
- 2001 : Size Matters
- 2005 : Ménage à trois
- 2006 : In Love
- 2007 : Jinx!
- 2007 : Wasted NYC
- 2008 : Straighten Up and Fly Right
- 2009 : Fugue
- 2009 : Nowhere Kids
- 2010 : Megafauna
- 2010 : Three Thousand Six Hundred and Fifty Days
- 2011 : Smoking Kills
- 2011 : The Air Inside Her
- 2013 : O.T.E
- 2015 : Some of Us Had Been Threatening Our Friend Colby
- 2016 : No Love Like Yours

#### À la télévision

##### Séries télévisées
- 2006 : Cover Shot
- 2009 : Closet Cases
- 2009 : Don't Sweat It
- 2014 : Looking
- 2016 : Divorce
- 2016 : Vinyl
- Date inconnue : Psychic Detectives

##### Téléfilms
- 2009 : Lloyd Boston's Style at Any Age
- 2012 : House of Style: Music, Models and MTV

### Réalisatrice

#### Cinéma
- 2015 : Dans la brume du soir (Meadowland)
- 2018 : Seuls sur Terre (I Think We're Alone Now)
- 2020 : Le Rythme de la vengeance (The Rhythm Section)

#### Télévision

##### Séries télévisées
- 2016 : Halt and Catch Fire
- 2017 : Billions
- 2017 : The Handmaid's Tale

### Productrice

#### Séries télévisées
- 2017 : The Handmaid's Tale : La Servante écarlate

## Récompenses et distinctions
- (en) Reed Morano: Awards, sur l'Internet Movie Database